# Klokočí (Přerovi járás)
Klokočí település Csehországban, Přerovi járásban. Klokočí Milenov, Hranice és Hrabůvka településekkel határos. Lakosainak száma 271 fő (2024. január 1.).

## Népesség
A település lakosságának változását az alábbi diagram mutatja:
| Lakosok száma | 225  | 255  | 246  | 236  | 261  | 246  | 251  | 259  | 259  | 271  |
|               | 1869 | 1890 | 1921 | 1950 | 1980 | 2001 | 2017 | 2019 | 2022 | 2024 |